# オスウィーゴー運動
オスウイーゴー運動 (The Oswego Movement、もしくは Oswego Planとも呼ばれる)は、19 世紀後半のアメリカのにおける教育運動である。 これはヨハン・ハインリヒ・ペスタロッチの教育の手法に基づいており、オスウイーゴーにあるオスウィーゴ初等教師養成学校（現在のニューヨーク州立大学オスウィーゴ校）のエドワード・オースティン・シェルドンによって導入された。

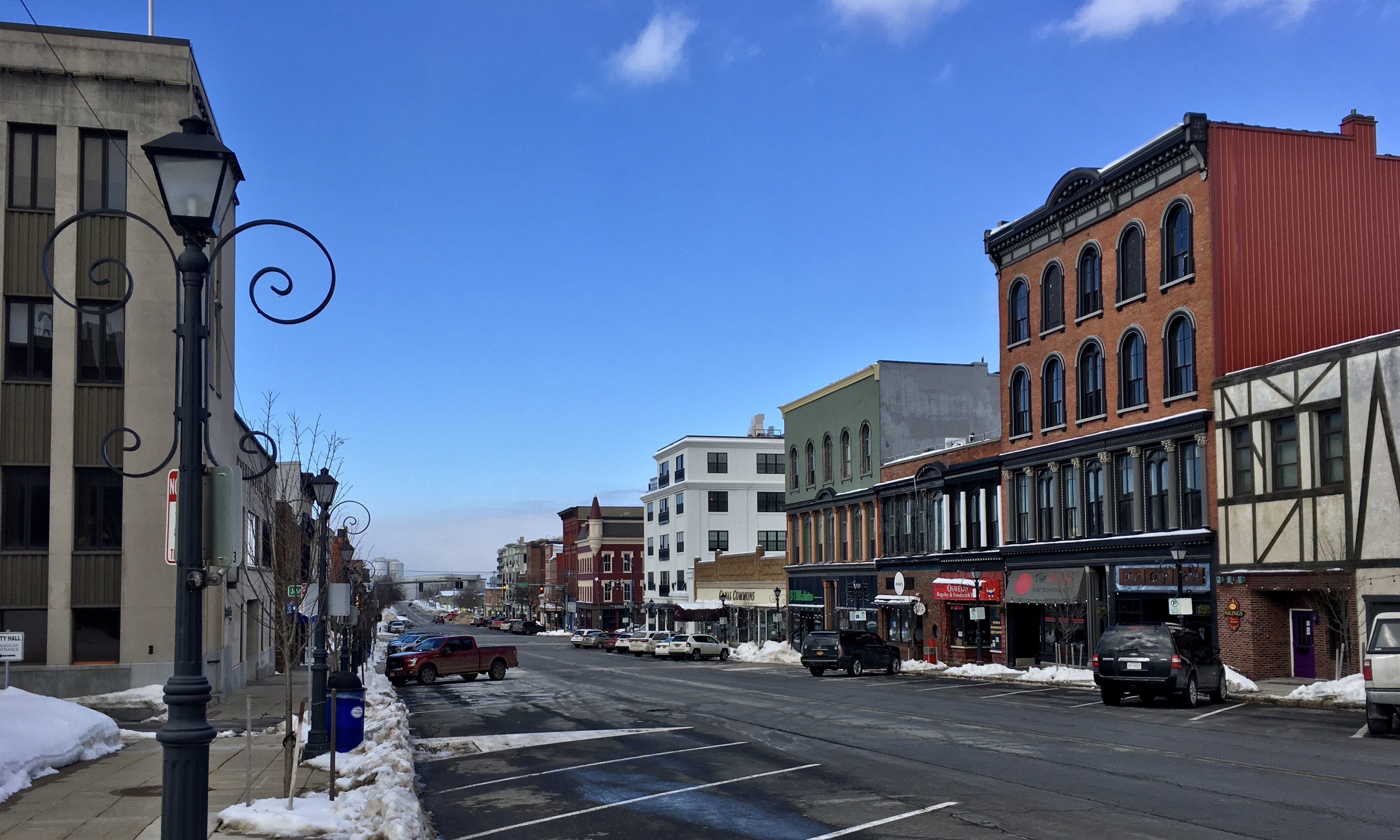
オスウイーゴー中心部のWest First Street

## 経緯
学生だったシェルドンは、当時学校で行われていた暗記学習が嫌いで、興味深い絵が描かれた本を好んでいた。彼は学校が好きではなかったが、大学で学んでみたいと思った。大学卒業後、彼は小さな学校の責任者になった。
他の学校を視察するための旅の途中で、彼はロンドンのホーム・アンド・コロニアル・トレーニング・インストラクション(the London's Home and Colonial Training Instruction、学校名は、ホーム・アンド・コロニアル・スクールソサエティ、20世紀初頭に閉校)に出会った。シェルドンは、このプログラムをさらに発展させるために英国人教師マーガレット・E・M・ジョーンズを雇った。シェルドンと彼の同僚は、これらのことのほとんどを新しい時代に、現職および採用前の教職教育、教職学生の実習校、教職教育に活用することで、オブジェクト教育(ペスタロッチの教育論でいう実物教授、即物教授の英訳)をアメリカ全土に広めるのに貢献した。

## 理論
この運動では、「オブジェクトティーチング」(即物教授)という名前で、模型やブロックなどの「オブジェクト」(教材)の使用が初等教育に導入された。シェルドンは、教育には 3 つの基本的な要素があると主張した。
1. 教育は人間の諸能力の開発に基礎を置く
2. 感覚認識は知識を生み出し、指導は物体や出来事の観察に基づいて行われるべきである
3. 教育は知識を伝えるだけでなく感覚を養わなければならない

## 結果
この教育における啓蒙は、指導の焦点を、教科書ではなく子どもに移し、丸暗記ではなく活動と具体的な経験を強調するようになった。この方法は、実践による学習を組み込むための橋渡しにもなった。焦点は子どもに移り、教師はより専門的になり、授業計画を作成することが求められるようになった。
さらに、この方法は教師を養成する学校の発展にもつながった。この学校の多くの女性教師のプロ意識は、女性の権利運動に貢献した。

## 関連文献
- 村山英雄『オスウィーゴー運動の研究』風間書房、1978年。doi:10.11501/12057746。全国書誌番号:78010260。
  - 元研究：研究代表者 村山英雄「オスウィーゴー運動の研究」『科学研究費助成事業』研究課題/領域番号:X45090-----81047、風間書房、1978年。
- 小林洋文「オスウィーゴー運動と東京師範学校の改革 (1879年)」『紀要』第35巻、長野県短期大学、1980年12月、65-71頁、CRID 1050845763132326528、ISSN 0286-1178、NAID 120005494435。
- 阿波根直誠「オスウィーゴー運動と幼稚園教育に関する史的一考察 ――とくにフレーベル主義教育の導入に関連して――」『人間教育の探究』第1巻、日本ペスタロッチー・フレーベル学会、1986年、39-50頁、CRID 1390013265121604352、doi:10.57416/jsspf.1.0_39、ISSN 0913-0438。